# 希伯来图书周
希伯来图书周指的是以色列一年一度举行的为期一周的活动，用以庆祝希伯来文学的诞生和发展。
创办希伯来图书周的活动最初可追溯到1926年，当时巴勒斯坦地区马萨达出版社创始人——Bracha Peli在特拉维夫的罗斯柴尔德大街举办为期一天的图书销售活动，向人们提供打折的希伯来语书籍。经过长期的演变，到1961年，希伯来图书周已经遍布以色列全境，成为一年一度在夏季举行的为时一周的图书盛会。
在希伯来图书周期间，以色列全国各地都会相济举办户外书展活动，出版公司也以折扣价格出售书籍。在此期间，以色列各地的书店通常会举办特价促销活动，活动往往持续一月之久。近年来，希伯来图书周已由一周延长至十天。

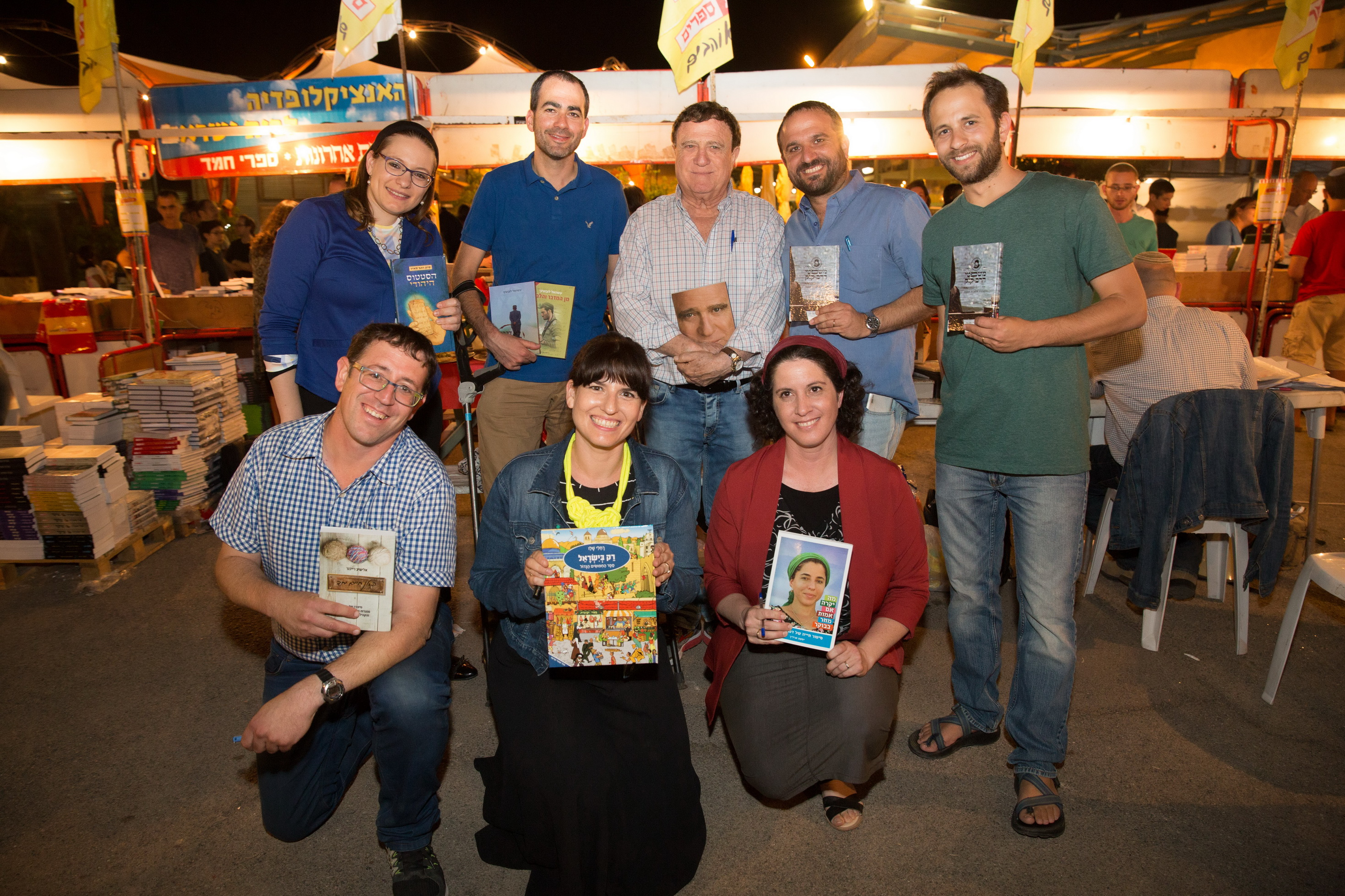
The Hebrew Book Week fair at the Jerusalem Station compound, 2017
Writers. Back line from left: Sivan Rahav-Meir, Dr. Asael Lubotzky, Yehoram Gaon

除了图书的销售，希伯来图书周期间还会举行各种各样的文学活动，例如与作者的见面会、公共朗诵会等。萨丕尔奖颁奖典礼也会在这期间举行。该活动通常会获得媒体的高度关注。
耶路撒冷举办希伯来图书周的场地包括以色列博物馆、自由钟公园、萨夫拉广场以及耶路撒冷老火车站。
特拉维夫的举办地通常选在拉宾广场。

## 拓展阅读
- Hebrew Book Week Homepage (web site in Hebrew) （页面存档备份，存于）
- Ways To "Green" Hebrew Book Week （页面存档备份，存于）
- Hebrew Book Week to open June 7 （页面存档备份，存于）, Yedioth Ahronoth
- Book Watch: 'For the sake of the book', The Jerusalem Post